# Christian Wolfarth
Christian Wolfarth (* 1960 in Zürich) ist ein Schweizer Jazzschlagzeuger.
Wolfarth absolvierte von 1976 bis 1979 eine Ausbildung als Koch. 1981 zog er nach Bern, wo er von 1982 bis 1986 an der Swiss Jazz School bei Billy Brooks studierte. Es folgte ein Studium bei Pierre Favre am Konservatorium Luzern (1992–96) und Kompositionsstudien bei Siegfried Kutterer in Basel (1995).
Er arbeitete mit Musikern wie Christine Abdelanour, Burkhard Beins, Urs Leimgruber, Jacques Demierre, Enrico Malatesta, Ingar Zach, Evan Parker, Albert Mangelsdorff, Werner Lüdi, Paul Lovens, Norbert Möslang, Alexander von Schlippenbach, Hans Koch, Simon Picard oder Jürg Solothurnmann zusammen und beteiligte sich an interdisziplinären Projekten in den Bereichen Theater, Film, Video, Zeitgenössischer Musik und Tanz (u. a. mit der Dance-Company von Nina F. Schneider). 1996 erschien sein erstes Soloalbum 3-3-2. Im Jahre 2005 folgte auf For4Ears sein zweites Soloalbum wolfarth. 2009 gründete er sein Label hiddenbell records, auf dem weitere Solo-Arbeiten veröffentlicht wurden. In Duo-Formationen war, bzw. ist er mit Irène Schweizer, Donat Fisch (Circle & Line), Michael Vorfeld (Vorwolf), Joke Lanz (Tell), Jason Kahn, Frantz Loriot und Philipp Schaufelberger (Anthropology!) aktiv. Im Trio mit Jason Kahn und Günter Müller, mit Michel Wintsch und Christian Weber (WintschWeberWolfarth), mit Tomas Korber und Christian Weber (Mersault), sowie mit Tobias Meier und Dominique Girod. Mit Frantz Loriot, Antoine Chessex und Cédric Piromalli existiert das Quartett Der Verboten. Mit dem Percussionsquartett Neues Glück mit Burkhard Beins, Luigi Marino und Michael Vorfeld ist er ebenfalls aktiv. Daneben arbeitete er im Duo mit dem klassischen Gitarristen Christian Buck.

## Diskographie (Auswahl)
- Christian Wolfarth/Franz Aeschbacher Ersatz ist Besser, 1992 Arche Z (AZ CD 002)
- 3-3-2 (8 Pieces for drums)  Solo-CD, 1996 Percaso Productions (Percaso 15)
- Momentum 2 The Law of Refraction mit Gene Coleman, John Wolf Brennan und Alfred Zimmerlin, 2000 Leo Records (CD LR 296)
- Korber / Weber / Wolfarth Mersault mit Tomas Korber und Christian Weber, 2005 Quakebasket (CD 23)
- Weber / Koch / Moser / Siewert / Wolfarth „3 Suits & a Violin“ 2006 (hatOLOGY 634)
- Vorwolf Snake's Eye mit Michael Vorfeld, 2008 formed records (formed 109)
- Fisch / Wolfarth Circle & Line 2 2009  Leo Records (CD LR 552)
- Irmler / Wolfarth Illumination mit Hans Joachim Irmler, 2010 Klangbad (LP57)
- Kahn / Müller / Wolfarth Limmat, 2010 Mikroton Records (CD 7)
- acoustic solo percussion vol. 1-4 & Remixes Doppel-CD 2009-2011 hiddenbell records (006/007)
- WintschWeberWolfarth The Holistic Worlds of … 2012 Monotype Records (MonoLP010)
- WintschWeberWolfarth Willisau, 2012 (hatOLOGY 725)
- Scheer Solo-CD cymbals, 2013 hiddenbell records (008)
- WintschWeberWolfarth Thieves Left That Behind, 2015 Veto Exchange (012)
- Spuren Solo-LP percussion, 2016 hiddenbell records (009)
- Loriot / Wolfarth The Call Duo-LP mit Frantz Loriot, 2018 Shhpuma (SHH042LP)
- Anthropology! discover Anthropology! Duo-LP mit Philipp Schaufelberger, 2019 Wide Ear Records (WER 042)
- Souvenirs Solo-LP percussion, 2020 hiddenbell records (012)
- 39 Part I-III, Solo-CD, 2022 hiddenbell records (013)
- 39 Part IV-VI, Solo-CD, 2024 hiddenbell records (014)